# Émile Gallé
Émile Gallé (8. května 1846 Nancy – 23. září 1904 Nancy) byl francouzský sklářský výtvarník, světový představitel secese. V roce 1874 v Nancy založil vlastní dílnu, v níž vyráběl kromě nábytku rovněž keramiku a sklo. Své sklářské výrobky zdobil různobarevným sklem, ve kterém vytvářel květinové vzory.